# أهل الجبيلي (حبيل جبر)

تعديل مصدري - تعديل

أهل الجبيلي هي إحدى قرى عزلة حبيل جبر بمديرية حبيل جبر التابعة لمحافظة لحج، بلغ تعداد سكانها 93 نسمة حسب تعداد اليمن لعام 2004.